# Norðdepil
Norðdepil [ˈnɔɹːdeːpɪl] és un poble situat a la costa est de l'illa de Borðoy, a les illes Fèroe. Forma part del municipi de Hvannasund. L'1 de gener del 2021 tenia 162 habitants.

## Geografia
Norðdepil està situat a la costa est de l'illa de Borðoy, a la riba de l'estret de Hvannasund. Immediatament a l'oest hi ha el cim del Lokki (754 m), la segona muntanya més alta de l'illa. De la localitat hi surt el pont que connecta les illes de Borðoy i Viðoy anomenat Byrging um Hvannasund. Aquest pont enllaça les illes més orientals feroeses amb la resta de l'arxipèlag.

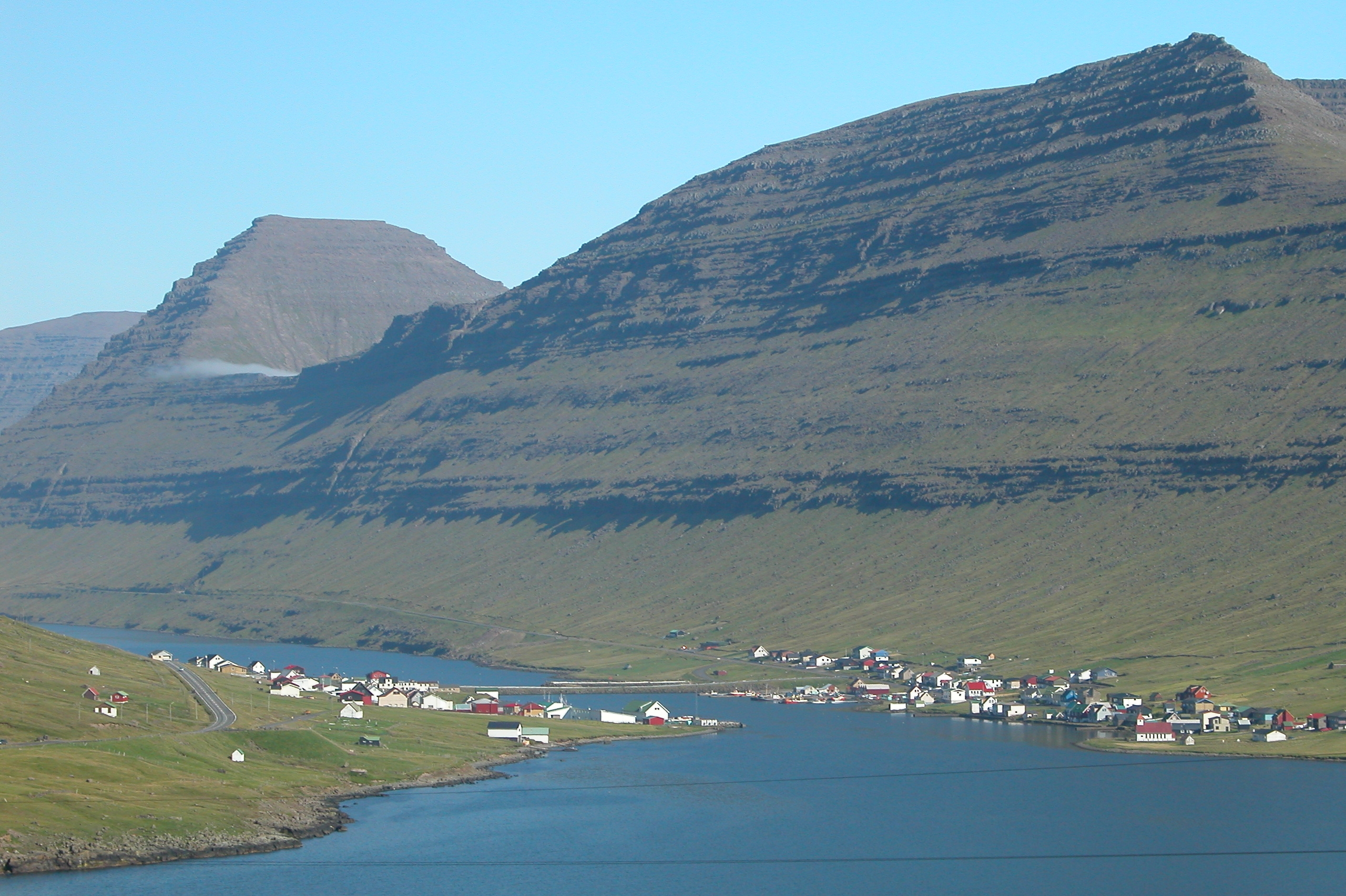
Estret de Hvannasund amb Norðdepil a l'esquerra i Hvannasund a la dreta.

Des dels anys 1960 dos túnels de carretera connecten la zona de Norðdepil amb Klaksvík, la segona ciutat de les Illes Fèroe, són el Hvannasundstunnilin i el Árnafjarðartunnilin de 2120 i 1680 metres de llargada respectivament. El 2006 es va inaugurar el túnel submarí anomenat Norðoyatunnilin que va escurçar encara més el temps de viatge entre la regió de Norðoyar i Tórshavn, la capital de l'arxipèlag.

## Història
Norðdepil es va fundar el 1866 quan la família Sivertsen va obrir una botiga de queviures al lloc anomenada į Oyrini. El 1895 s'hi va obrir una escola.
Del 1897 al 1912 hi va haver una estació balenera.
El 18 d'agost de 1941, cap al migdia, un Junkers Ju 88 alemany es va estavellar contra la muntanya situada damunt del poble per culpa de la intensa boira.